# Li Chunlai
Li Chunlai (chinesisch 李春來 / 李春来, Pinyin Lǐ Chūnlái; * Januar 1965 im Kreis Huitong, Provinz Hunan) ist ein chinesischer Astrochemiker. Er ist seit Januar 2002 bei den Nationalen Astronomischen Observatorien der Chinesischen Akademie der Wissenschaften tätig, seit 1. Juni 2013 als stellvertretender Direktor. Seit 2004 ist er Technischer Direktor des Bodensegments des Mondprogramms der Volksrepublik China, seit 2016 auch Kommandant des Bodensegments des Marsprogramms. Im Frühjahr 2019 entdeckte eine von ihm geleitete Forschergruppe bei der Auswertung der von dem Mondrover Jadehase 2 gesammelten Daten Mantelmaterial aus mehr als 150 km Tiefe.

## Meteoritenforschung
Nach dem Abitur studierte Li Chunlai zunächst an der Fakultät für Geologie der Akademie für Bergbau und Hüttenwesen Zentral- und Südchinas (中南矿冶学院, seit 2000 ein Teil der Universität Zentral- und Südchinas) in Changsha, wo er 1985 seinen Abschluss machte. Anschließend arbeitete er von August 1985 bis August 1988 als Assistent im Labor für Gestein und Mineralien an der Akademie für Bodenvorkommen und Geologie der Chinesischen Dachgesellschaft für Buntmetallindustrie (中国有色金属工业总公司).
Im August 1988 begann er am Institut für Geochemie der Chinesischen Akademie der Wissenschaften in Guiyang ein Studium der Astrochemie. Nach der Promotion blieb er am Institut und wurde im Oktober 1993 zum stellvertretenden Wissenschaftsrat im Rang eines außerordentlichen Professors (副研究员) ernannt, im Oktober 1995 zum Wissenschaftsrat im Rang eines Professors (研究员). 
Vom 9. Juni 1988 bis zum 4. Dezember 1993 war Ouyang Ziyuan, einer der führenden Meteoritenforscher Chinas, Vorstand des Instituts,
und Li Chunlai hatte sich ebenfalls auf Meteoriten spezialisiert. 1992 entdeckte er im Löss des Kreises Luochuan, im Norden der Provinz Shaanxi, winzige Tektiten mit einem Durchmesser von 65–220 μm, deren Alter er aufgrund der Schicht, in der sie gefunden wurden, auf etwa 720.000–724.000 Jahre datieren konnte. Damit waren diese Tektiten dem Einschlag im Bolaven-Plateau in Laos zuzuordnen. Bis dahin ging man davon aus, dass sich das von diesem Meteoriten erzeugte Australasiatische Streufeld nur bis zu einer Linie Yunnan-Guangxi erstreckte. Aufgrund von Li Chunlais Entdeckung verschob sich das nun wesentlich weiter nach Norden, was auch einen neuen Blick auf das globale Klima im Mittelpleistozän eröffnete. Anders als die bislang meist schwarzen Chiniten waren die von Li Chunlai entdeckten Glasperlen mehrheitlich braun-gelb, einige auch grünlich, weiß oder durchsichtig.

## Verwaltungstätigkeit beim chinesischen Mondprogramm
Ab 1998 erarbeitete Li Chunlai zusammen mit Ouyang Ziyuan im Auftrag der Chinesischen Akademie der Wissenschaften das Grundkonzept des Mondprogramms der Volksrepublik China, seine Notwendigkeit, seine Machbarkeit und die wissenschaftlichen Ziele. Er war einer der Väter der Drei-Schritte-Struktur des Programms. Li Chunlai war einer der Wissenschaftler, die bestimmten, welche Messinstrumente für die Monderkundung nötig waren, und wie sie auf die Sonden verteilt werden sollten. In diesem Zusammenhang wurde er im Januar 2002 vom Institut für Geochemie an die ebenfalls der Akademie der Wissenschaften unterstehenden Nationalen Astronomischen Observatorien in Peking versetzt.
Nachdem Premierminister Wen Jiabao am 24. Januar 2004 mit seiner Unterschrift auf dem Bericht der Führungsgruppe Monderkundungsprojekt das Mondprogramm der Volksrepublik China offiziell gestartet hatte, verlieh die für das Programm zuständige Kommission für Wissenschaft, Technik und Industrie für Landesverteidigung Li Chunlai eine Medaille für „Herausragende Verdienste um das Projekt einer Erkundung des Mondes mittels Umkreisung“ (对绕月探测工程立项有突出贡献). Gleichzeitig wurde er zum Technischen Direktor des Bodensegments (地面应用系统总设计师) ernannt. Während das Raumfahrtkontrollzentrum Peking und das Satellitenkontrollzentrum Xi’an über das Tiefraum-Netzwerk der Volksbefreiungsarmee die Sonden an sich betreuen – Bahnverfolgung, Telemetrie und Steuerung während des Flugs und der Landung sowie die Fortbewegung der Rover – ist das Bodensegment für die wissenschaftlichen Nutzlasten zuständig; dort werden die gefunkten Rohdaten in Fotos, Landkarten, Tabellen und Diagramme konvertiert. Als Teil des Mondprogramms untersteht das Bodensegment dem Zentrum für Monderkundungs- und Raumfahrt-Projekte der Nationalen Raumfahrtbehörde, eine in der Außendarstellung benutzte Alternativbezeichnung für die Nationale Behörde für Wissenschaft, Technik und Industrie in der Landesverteidigung, die 2008 die Nachfolge der Wehrtechnik-Kommission angetreten hatte. Die Datenverarbeitung des Bodensegments ist jedoch am Hauptsitz der Nationalen Observatorien der Akademie der Wissenschaften im Pekinger Stadtbezirk Chaoyang angesiedelt, dazu kommen noch große Parabolantennen an den Außenobservatorien in Miyun und Kunming. Li Chunlais Aufgabe war es, das System zu konzipieren, die Einrichtungen aufzubauen und für den reibungslosen Betrieb zu sorgen.
Dies gelang ihm sehr gut. Als die Wehrtechnik-Kommission nach der erfolgreichen Chang’e-1-Mission 2007 eine Arbeitsgruppe für die Planung der zweiten und dritten Phase des Mondprogramms (Landung und Rückkehr) einsetzte, wurde Li Chunlai zum stellvertretenden Leiter dieser Arbeitsgruppe ernannt, außerdem zum Leiter der Expertengruppe, die die wissenschaftlichen Ziele sowie die Anforderungen an die zum Erreichen dieser Ziele notwendigen Systeme definieren sollte.
So musste für die Chang’e-5-Mission am Hauptsitz der Nationalen Observatorien ein Labor eingerichtet werden, wo die zurückgebrachten Bodenproben vom Mond untersucht und aufbewahrt werden können, dazu noch an einem auswärtigen, den Katastrophenschutz-Vorschriften entsprechenden Ort ein weiteres Labor für die langfristige Ex-situ-Lagerung der Proben.
Als es schließlich an die konkrete Organisation der Landungs- und Rückkehrmissionen ging, wurde Li Chunlais Mandat von der Wehrtechnik-Behörde immer weiter verlängert – er ist bis heute (2020) Technischer Direktor des Bodensegments des Mondprogramms der Volksrepublik China. Bei den Nationalen Astronomischen Observatorien der Akademie der Wissenschaften, wo er im August 2014 rückwirkend zum 1. Juni 2013 zum stellvertretenden Direktor ernannt wurde,
ist er der Leiter der Abteilung für Mond- und Tiefraumerkundung (月球与深空探测研究部), also auch für die chinesische Mars-Mission 2020 etc. zuständig.
Nachdem die Arbeitsgruppe für die Nomenklatur des Planetensystems (Working Group for Planetary System Nomenclature) der Internationalen Astronomischen Union am 5. Oktober 2015 der Landestelle von Chang’e 3 und drei umliegenden Kratern chinesische Namen verliehen hatte,
lud die ursprünglich aus acht Mitgliedern – unter anderem Harald Hiesinger, Lehrstuhlinhaber für Geologische Planetologie an der Universität Münster – bestehende Kommission für lunare Nomenklatur (Task Group for Lunar Nomenclature) angesichts der chinesischen Beiträge zur Mondforschung und der in Planung befindlichen Projekte Chinas auf diesem Gebiet Li Chunlai ein, als neuntes Mitglied in der Kommission mitzuarbeiten. Am 17. Dezember 2015 wurde dies von chinesischer Seite genehmigt, und am 4. Januar 2016 wurde er ein offizielles Mitglied der lunaren Namensgebungskommission. Damit war Li Chunlai der erste Chinese in der Arbeitsgruppe für die Nomenklatur des Planetensystems.
Später kam dann noch Zhao Haibin (赵海斌, * 1975) von der Sternwarte am purpurnen Berg zur Kommission für Kleinkörper-Nomenklatur.

## Mondforschung
Neben seiner Verwaltungstätigkeit findet Li Chunlai aber auch Zeit für wissenschaftliche Arbeit. In gewisser Weise kehrte er hierbei zu seinem alten Gebiet, der Meteoritenforschung und der Untersuchung von Auswurfmaterial zurück. Im Frühjahr 2019 entdeckte eine von ihm geleitete Forschergruppe bei der Auswertung von Daten, die der Mondrover Jadehase 2 mit seinem Infrarotspektrometer an der Landestelle von Chang’e 4 im Von-Kármán-Krater ermittelt hatte, Gesteinsmaterial mit einer ungewöhnlichen chemischen Zusammensetzung. Mondgestein dieser Art war bisher noch nie gefunden worden. Li Chunlai und seine Kollegen kamen zu dem Schluss, dass es sich hierbei um Material aus dem Mondmantel, also aus mehr als 150 km Tiefe handeln musste, das bei der Entstehung des Finsen-Kraters vor etwa 1–3 Milliarden Jahren ausgeworfen worden war,
nachdem ein wesentlich heftigerer Impakt vor etwa 4 Milliarden Jahren das Südpol-Aitken-Becken – mit 2500 km Durchmesser der größte Krater des Sonnensystems – erzeugt und dabei die Mondkruste (also die oberste Schicht des Mondes) weitgehend abgetragen hatte.
Auch das auf der Unterseite von Jadehase 2 montierte Bodenradar lieferte interessante Ergebnisse. Dieses Gerät ist während des Mondtags ständig in Betrieb und macht entlang der Fahrtstrecke des Rovers alle 0,66 Sekunden, also etwa alle 3,6 cm eine Radaraufnahme des Mondbodens. Wie sich herausstellte, war Chang’e 4 auf einer mindestens 40 m dicken Regolithschicht gelandet. Eine Auswertung der Radardaten von den ersten beiden Arbeitstagen auf dem Mond, während denen der Rover auf einer Strecke von 106 m Messungen durchgeführt hatte, ergab, dass der Regolith an dieser Stelle in drei klar unterscheidbare Schichten mit eingebetteten Felsbrocken von jeweils unterschiedlicher Größe und Dichte unterteilt ist. Damit ließ sich durch direkte Beobachtung der Überlagerungs- und Durchmischungsprozess von Auswurfmaterial verschiedener Meteoriteneinschläge (Finsen, Von-Kármán-L etc.) belegen, ein Vorgang, der bislang nur durch Modellrechnungen greifbar war.

## Marsprogramm
Nachdem Premierminister Li Keqiang am 11. Januar 2016 mit seiner Unterschrift die Mittel für die damals noch „Yinghuo-2“ genannte Marsmission freigegeben hatte, wurde Li Chunlai zum Stellvertretenden Technischen Direktor des Marsprogramms der Volksrepublik China 
und zum Kommandanten des Bodensegments des Programms (中国火星探测工程地面应用系统总指挥) ernannt. Dieses ist, wie dasjenige des Mondprogramms, in der Hauptverwaltung der Nationalen Astronomischen Observatorien der Akademie der Wissenschaften untergebracht und teilt mit letzterem Ressourcen wie die Empfangsantennen in Miyun und Kunming. Wegen des hohen Datenaufkommens bei der Marsmission 2020 mit ihren 13 Nutzlasten, und auch wegen der mit dem Quadrat der Entfernung abnehmenden Signalstärke, wurde auf dem Gelände der Navigations- und Kommunikationszentrale der Akademie in Daliang bei Tianjin eine zusätzliche Antenne mit 70 m Durchmesser gebaut. Die größte Herausforderung für das Bodensegment war die relativ kurze Zeit vom ersten Spatenstich im Oktober 2018 bis zum geplanten Einschwenken der Sonde in den Marsorbit im Februar 2021. Indem der Bau des Traggestells und der Schüssel beim 39. Forschungsinstitut der China Electronics Technology Group Corporation parallel durchgeführt
und gleichzeitig vor Ort das Fundament für die 2700 t schwere Antenne erstellt wurde, gelang es, die Schüssel am 25. April 2020 auf das Drehgestell zu heben (eine Art „Richtfest“).
Der Probebetrieb begann im Oktober 2020, und am 3. Februar 2021 fand die endgültige Abnahme der Antenne statt.

## Werke
Neben zahlreichen Aufsätzen in in- und ausländischen Zeitschriften verfasste Li Chunlai folgende Bücher:
- 空间化学 (Weltraumchemie). 哈尔滨工业大学出版社, 哈尔滨 2004.
- 奔走天地间 (Zwischen Himmel und Erde). 科学出版社, 北京 2014.
- 嫦娥三号着陆区地形地貌 (Zur Topografie der Landestelle von Chang’e 3). 测绘出版社, 北京 2018.